# Jacques Rebillard
Jacques Rebillard est un  homme politique français né le 24 février 1954 à Strasbourg. 
En tant que député, il est à l'origine de l'assurance accident du travail des exploitants agricoles (Atexa).

## Mandats
- En 1985, il devient conseiller général du canton de Marcigny, succédant à Paul Duraffour.
- De 1997 à 2002, il est député (PRG) de la deuxième circonscription de Saône-et-Loire[3].
- De 2004 à 2015,  Il est vice-président du conseil général chargé de l’économie, de l’artisanat et du commerce. (ne se représente pas en 2015)
- De 2004 à 2015,   il est conseiller régional de Bourgogne et vice-président chargé de l’agriculture et de la forêt[4].(ne se représente pas en 2015)